# Trzcianka

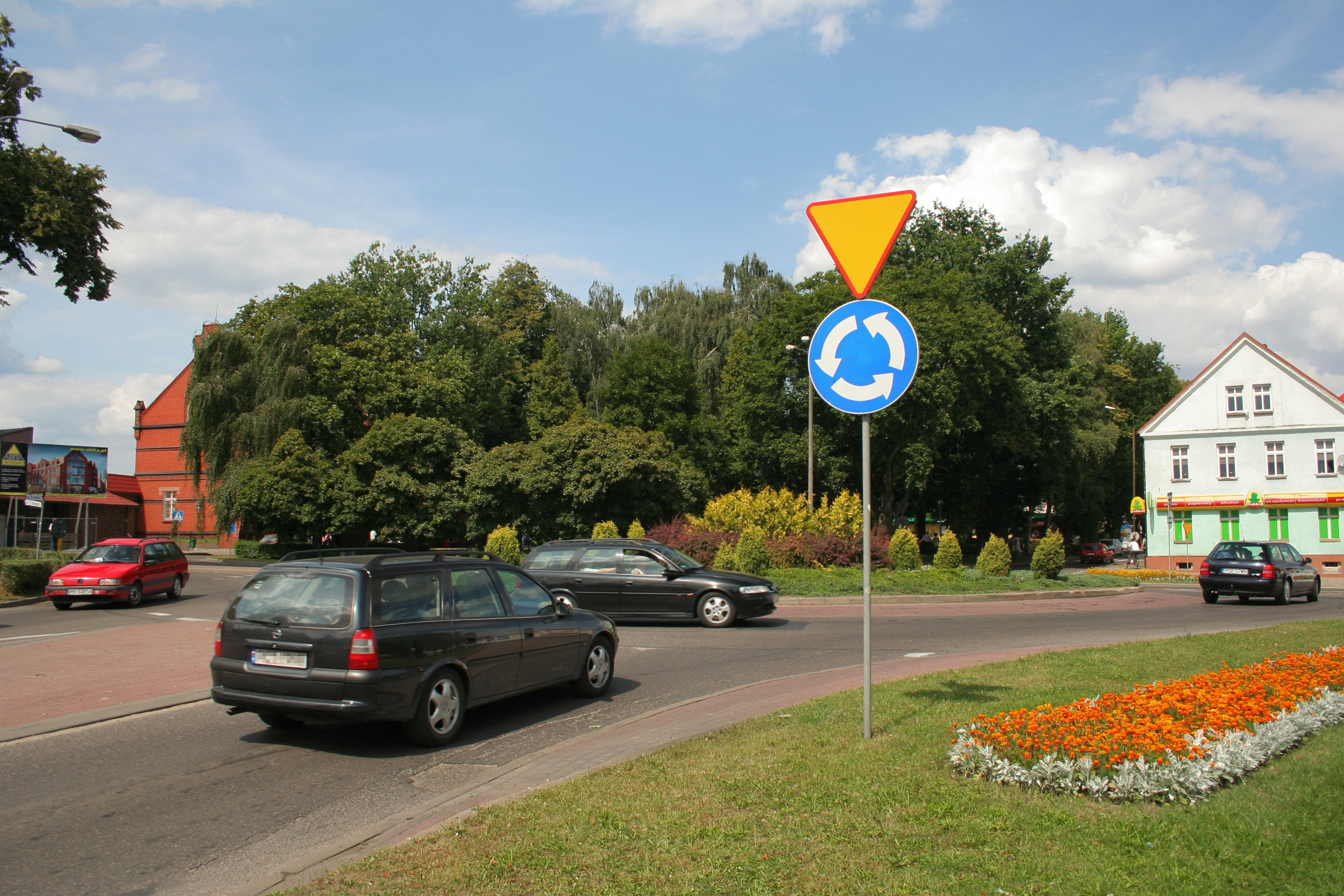
Solidaritetsrondellen

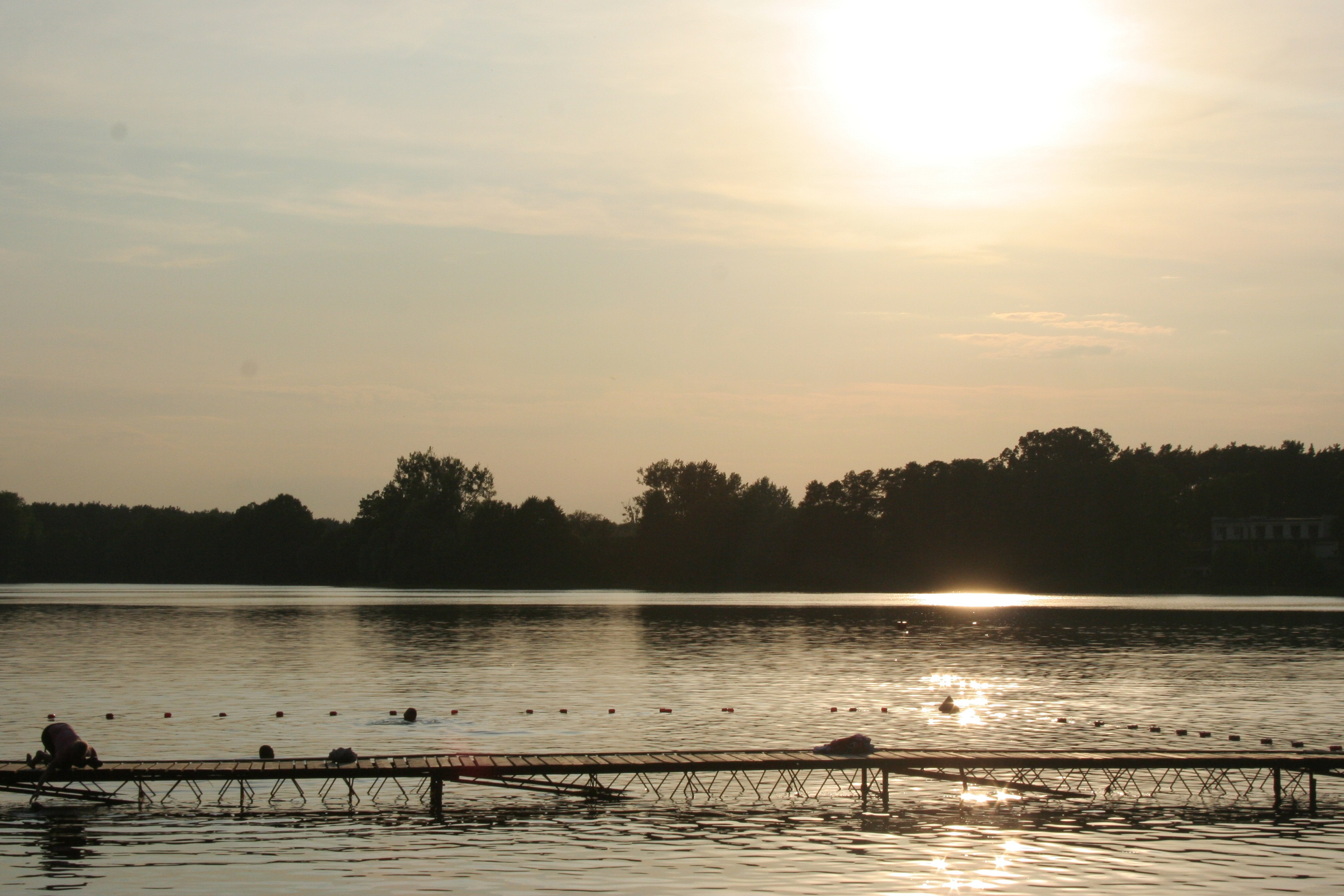
Sarczesjön

Trzcianka (tyska Schönlanke) är en stad i distriktet Powiat czarnkowsko-trzcianecki i Storpolens vojvodskap (län) i nordvästra Polen med cirka 17 000 invånare. Trzcianka är den största staden i distriktet och den är kommunens centralort.

## Läge
Staden ligger vid de tre sjöarna Sarcze, Długie (Logo) och Okunie. Genom staden rinner floden Trzcianka (Trzcinica). Trzcianka ligger 25 km söder om Piła och 95 km norr om Poznań.

## Historia
År 1731 erhöll Trzcianka stadsrättigheter enligt Magdeburgrätten. Staden delades vid Polens delning mellan de tre makterna Preussen, Ryssland och Österrike. År 1772 blev en del av Preussen och 1871 en del av Tyskland. Trzcianka blev också en del av Hertigdömet Warszawa (1807-1815). Från 1945 tillhör staden Polen. Den tyska befolkningen överflyttades till Tyskland. Trzciankaområdet befolkades av polacker från förkrigets östra Polen.

## Vänorter
- Berwick-upon-Tweed (Storbritannien)
- Duszniki-Zdrój (Polen)
- Lehrte (Tyskland)
- Husum (Tyskland)